# Шимкевич, Владимир Михайлович
Владимир Михайлович Шимкевич (28 июля [9 августа] 1858, Карачев — 23 февраля 1923, Петроград) — русский зоолог, академик Российской академии наук (1920). Пропагандист и теоретик эволюционного учения.

## Биография
Родился 28 июля (9 августа) 1858 года в  Карачеве.
С 1869 года учился в 4-й московской гимназии, которую окончил в 1877 году. В 1881 году со степенью кандидата окончил естественно-историческое отделение физико-математического факультета Московского университета; занимался у профессоров А. П. Богданова и А. И. Бабухина.
С 1881 по 1883 год был секретарём зоологического отделения Московского Императорского общества любителей естествознания.
В 1886 году получил учёную степень магистра зоологии в Санкт-Петербургском университетеза диссертацию «Материалы к познанию эмбрионального развития Araneina» и в том же году стал приват-доцентом и хранителем зоотомического кабинета при Петербургском университете. Одновременно, в 1887—1889 годах был секретарём отделения зоологии и физиологии Санкт-Петербургского общества естествоиспытателей, которое в 1887 году командировало его на Белое море. И за диссертацию «Наблюдения над фауной Белого моря» («Труды Санкт-Петербургского Общества Естествознания». Т. XX. — 1889) в 1889 году он получил степень доктора зоологии. Летом 1889 года проводил исследования на Неаполитанской зоологической станции.
С 1889 года — экстраординарный профессор и заведующий кафедрой зоологии позвоночных Санкт-Петербургского университета, с 1895 года — ординарный профессор. В 1891—1892 годах был снова на Неаполитанской зоологической станции, а также работал на Вилла-Франкской станции; в 1893 году снова был на Белом море. В последующие годы — 1898, 1900 и 1903 годах — он выезжал за границу для научных наблюдений на зоологических станциях; кроме Неаполитанской и Вилла-Франкской он работал на Saint-Vaast-la-Hougue и Роскофе.
С 1906 года член-корреспондент Императорской Санкт-Петербургской академии наук, с 1920 года — академик Российской академии наук.
В 1919—1922 годах был ректором Петроградского государственного университета.
В декабре 1922 последний раз публично выступает на открытии I Всероссийского съезда зоологов, анатомов и гистологов, которое проходило в Большой аудитории Физического института Петроградского университета. Умирает спустя два месяца от рака желудка, 23 февраля 1923 года.
Похоронен на Смоленском православном кладбище.

## Труды
Основные труды по морфологии, эмбриологии и систематике беспозвоночных животных. Описал зародышевые листки членистоногих, преимущественно паукообразных; доказал трёхсегментное строение олигомерных червей и кишечнодышащих. Ряд работ по систематике и эволюции морских пауков (пантопод). Шимкевичу принадлежат широкие филогенетические обобщения об основных путях эволюции животных, в частности о происхождении разных групп червей и хордовых. Выступал с теоретическими статьями по проблемам эволюции, в которых защищал и развивал дарвиновскую теорию естественного отбора. Широко пропагандировал биологические знания. Активный организатор науки и высшей школы, Шимкевич занимался также вопросами преподавания биологии в средней школе. Автор учебников по общей биологии и сравнительной анатомии позвоночных для университетов и учебника зоологии для средней школы.
- Биологические основы зоологии (СПб., 1901), 5 изд., т. 1-2, М.-Петроград Л., 1923—1925;
- Курс зоологии и позвоночных. — СПб., 1891—1892, совместно с Н. Н. Полежаевым ;
- Курс сравнительной анатомии позвоночных животных (СПб., 1903; 3-е изд., М.-Пг., 1922);
- Многоколенчатые (Pantopoda), в серии «Фауна СССР и сопредельных стран». вып. 1 и 2, 1929—1930. — Л., 1929—1930.

Написал свыше 700 статей для Энциклопедического словаря Брокгауза и Ефрона.

## Семья
Его отец, Михаил Фаддеевич Шимкевич, имел усадьбу между Большой Аратью и Чуфаровом.
Был женат дважды; 2-я жена — Людмила Эдмондовна (урожд. Жирардо).
Сын В. М. Шимкевича, полковник Михаил Владимирович Шимкевич (1885—1942), революционер-социалист, советский драматург; был женат на поэтессе Берте Моисеевне Китросер; их сын, Андрей Шимкевич, был свидетелем в расследовании судьбы Рауля Валленберга.